# South Shields
South Shields este un oraș în comitatul Tyne and Wear, regiunea North East, Anglia. Orașul se află în districtul metropolitan South Tyneside a cărui reședință este.